# فرد هو
فرد هو (انگلیسی: Fred Howe؛ ۲۴ سپتامبر ۱۹۱۲ – ۱۹۸۴ (۷۱−۷۲ سال)) بازیکن فوتبال اهل بریتانیا بود.
از باشگاه‌هایی که در آن بازی کرده‌است می‌توان به باشگاه فوتبال منچستر سیتی، باشگاه فوتبال هاید، باشگاه فوتبال لیورپول، باشگاه فوتبال گریمزبی تاون، باشگاه فوتبال اولدهام اتلتیک، و باشگاه فوتبال استوک‌پورت کانتی اشاره کرد.